# 키스 코너
키스 리로이 코너(Keith Leroy Connor, 1957년 9월 16일 ~ )는 세단뛰기에서 주로 활약한 영국의 육상 선수였다. 그는 2회의 코먼웰스 게임(1978, 1982), 1982년 유럽 선수권을 우승하고, 1984년 로스앤젤레스 올림픽에서 동메달을 획득하였다.
서인도 제도의 앵귈라에서 태어나 1964년 부모와 함께 영국으로 이주하였다. 1978년부터 1980년까지 미국 텍사스 대학교 엘파소에서 수학하고, 후에 서던메소디스트 대학교로 옮겨 국립 대학 경기(NCAA)에 나갔다.
1984년 부상으로 인하여 육상에서 은퇴하고, 코치와 스포츠 관리인으로서 저명한 경력을 시작하였다. 육상에서 은퇴에 이어 미국의 대학 경기에 몇년간 코치를 지낸 후, 1990년 뉴사우스웨일스 주 스포츠 연구소에서 총감독으로 임명되었다. 그곳을 혁신하는 자신의 일로 인하여 그는 바르셀로나, 애틀랜타와 시드니에서 열린 하계 올림픽에서 오스트레일리아의 육상 선수들이 메달을 획득하는 데 도움을 주면서 명예를 얻었다. NSW 스포츠 연구소에서 자신의 성공들에 이어 코너는 2001년 애슬레틱스 오스트레일리아의 총감독으로서 지위가 주어졌다.
2006년 자신의 계약이 만기된 이래 그는 국내 협회, 스포츠 조직체, 광고주와 개인드레게 스포츠 상담인을 지내왔다.